# Église Saint-Germain de Lappion
L'église Saint-Germain de Lappion est une église située à Lappion, en France.

## Localisation
L'église est située sur la commune de Lappion, dans le département de l'Aisne.